# Aimé Verhoeven
Aimé Verhoeven (* 18. Dezember 1935 in Antwerpen; † 19. Mai 2021) war ein belgischer Ringer.

## Biografie
Aimé Verhoeven belegte bei den Olympischen Sommerspielen 1960 im Bantamgewicht des Griechisch-römischen Stils den 23. Platz.
Außerdem war Verhoeven als Künstler beim Tvaartje ontmoetingstuin Lissewege tätig.